# Jacob Pollak
Jacob Pollak of Yaakov Pollack is een Poolse rabbijn van Duitse afkomst en de grondlegger van de Poolse Halacha en van de Talmoedische Pilpul-school in Polen. Mede door Pollak en zijn beroemde leerling Shalom Shachna kon Lublin uitgroeien tot het joodse studiecentrum van Polen-Litouwen in die tijd. Hij werd in 1503 door koning Alexander van Polen benoemd tot opperrabbijn van een groot deel van Polen. In de smallere definitie van het woord Pilpul-stroming wordt Rabbi Pollak, als grondlegger gezien van deze stroming wereldwijd, in de bredere definitie, staat hij in een lange traditie.

## Biografie
Hij werd (waarschijnlijk) in Beieren geboren rond 1460 of 1470 en stierf in Lublin in 1541. Hij was een leerling van Jacob Margolioth van Neurenberg, met wiens zoon Isaac hij rond 1490 in het rabbinaat van Praag functioneerde. Hij werd voor het eerst bekend wegens een Talmoedisch dispuut over een echtscheiding in 1492, met mederabbijn Juda Minz. De visie van Juda Minz werd echter ondersteund door de Oosterse rabbijnen. Hierdoor werd Pollak in het ongelijk gesteld en een tijd geëxcommuniseerd.
Na de troonsbestijging van koning Sigismund I van Polen in 1506 verhuisden veel Joden van Bohemen naar Polen om de joodse gemeenschap in de grotendeels joodse stad Kazimierz te vergroten. Pollak vestigde zich ook in Kazimierz waar hij als rabbijn werkte en een Talmoedschool versterkte die tot dan toe in Polen was verwaarloosd. Hij werd het hoofd van deze school.
Dit instituut, een Jesjiva, leidde ongetrouwde jonge mannen op om de studie van de Talmoed in andere Poolse gemeenschappen te introduceren en dus te verspreiden. Hij werd door de koning benoemd tot officiële Rabbi van Polen. Pollak werd de eerste Opperrabbijn van Polen, waardoor het hoofdrabbinaat in Polen echt tot ontwikkeling kwam in o.a. belastinginning en als opleidingscentrum voor het Asjkenazische Jodendom wegens de vele Hebreeuwse drukkerijen, Talmoedscholen en Jesjiva's
In 1530 verhuisde Pollak naar het Heilige Land en bij zijn terugkeer in Polen nam hij zijn intrek in Lublin. Zijn meest beroemde leerlingen waren Shalom Shachna van Lublin en Meïr van Padua (Maharam Padua). Noch hij, noch rabbijn Shalom Shachna heeft stellingen in boeken geschreven, omdat deze rabbi's geen mensen aan hun leefregels wilde binden.
Doordat Pollak op zijn manier de Talmoed vanuit Duitsland overbracht naar Polen, waar het in de zestiende eeuw bijna volledig was verwaarloosd, initieerde hij een beweging die in de loop van de tijd de Talmoedische scholen van Polen ging domineren. De verfijnde behandeling van de Talmoed, die Pollak in de beginfase in Neurenberg, Augsburg en Regensburg had gevonden, Pilpul genaamd, hield zich voornamelijk bezig met de geestelijke gymnastiekoefeningen in het traceren van relaties tussen dingen die zeer uiteenlopend of zelfs tegenstrijdig waren en door het stellen van vragen, die hij op onverwachte manieren beantwoordde.
Zijn tijdgenoten waren unaniem in het beschouwen van Pollak als een van de grote mannen van zijn tijd. Slechts enkele citaten van hem zijn te vinden in het werk van andere auteurs. Hij kreeg veel volgelingen, hierdoor zorgde Pollak er indirect mede voor dat Lublin het joodse studiecentrum van Polen-Litouwen werd. 